# Yat-Kha
Yat-Kha (en ruso: Ят–Ха) es una banda de Tuvá, liderada por el vocalista y guitarrista Albert Kuvezin. Su música es una mezcla de rock y música tradicional tuvana, con el característico estilo de canto difónico de Kuvezin, conocido como kanzat kangyraa.

## Historia
Yat-Kha se fundó en Moscú en 1991 como un proyecto colaborativo entre Kuvezin e Ivan Sokolovsky. El proyecto fusionó la música folclórica tradicional tuvana con ritmos posmodernos y efectos electrónicos. Kuvezin y Sokolovsky realizaron giras y tocaron en festivales, y finalmente eligieron el nombre "Yat-Kha", que hace referencia a un tipo de cítara pequeña de Asia Central similar a la yatga mongola y al guzheng chino, que Kuvezin toca además de la guitarra. En 1993, publicaron un álbum con el sello General Records.
Desde el 21 de julio de 2001, interpretan la banda sonora en vivo de la película muda de Vsevolod Pudovkin de 1928, Tempestad sobre Asia.